# Rotherham Rugby Union Football Club
Il Rotherham Rugby Union Football Club, anche noto con il nome di Rotherham Titans, è un club professionistico britannico di rugby a 15 di Rotherham affiliato alla Federazione inglese. Fondato nel 1923, milita nella stagione 2014-15 in RFU Championship, la seconda divisione nazionale; nella stagione 2003-04 militò anche in Premiership, il suo migliore risultato sportivo a tutto il 2015.